# Bona (Léna)
Pour les articles homonymes, voir Bona.
Ne doit pas être confondu avec Bona (Safané).
Bona est une commune rurale située dans le département de Léna de la province du Houet dans la région des Hauts-Bassins au Burkina Faso.

## Éducation et santé
Le centre de soins le plus proche de Bona est le centre de santé et de promotion sociale (CSPS) de Kouékouesso.